# هاز هاوس

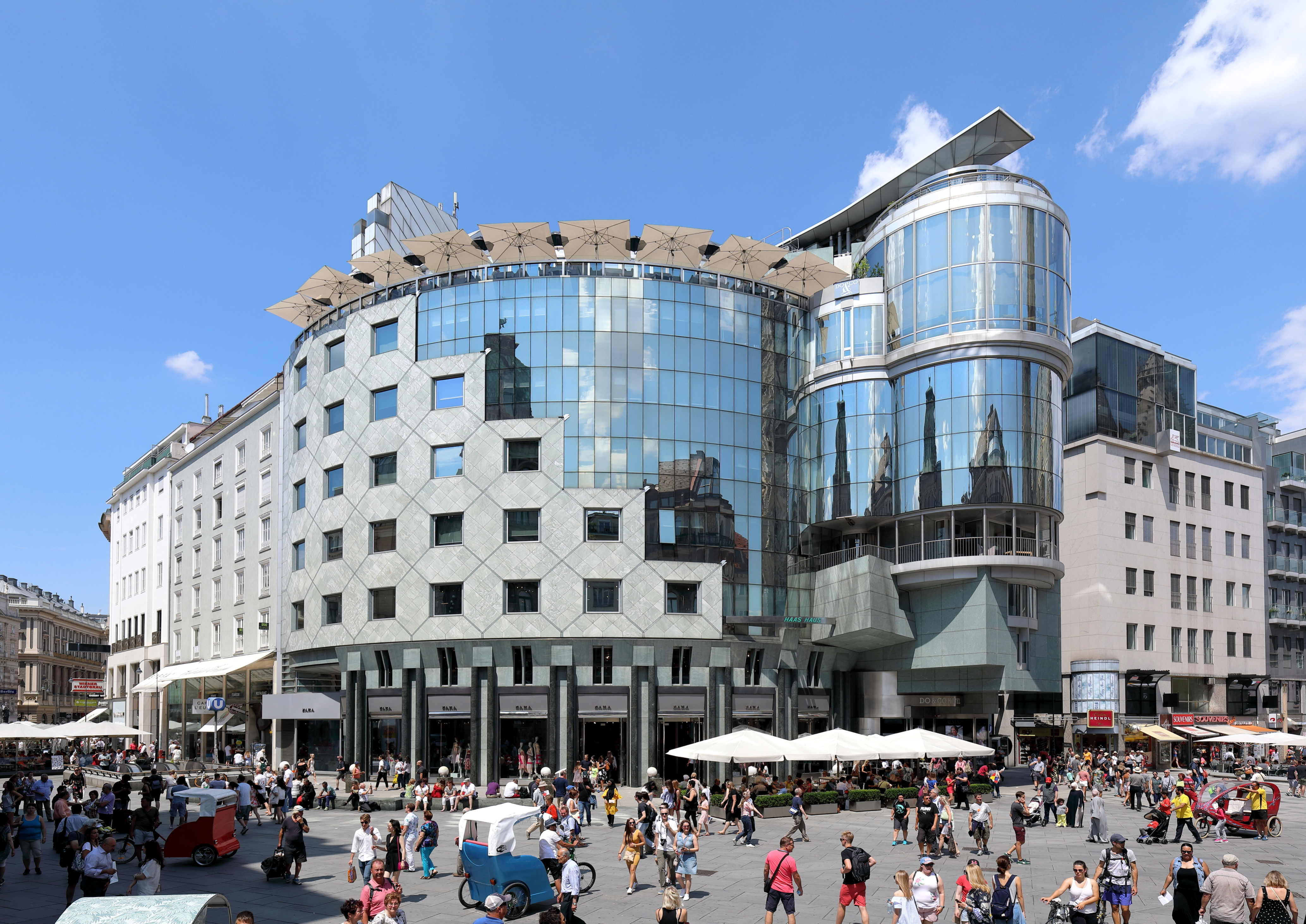
هاز هاوس

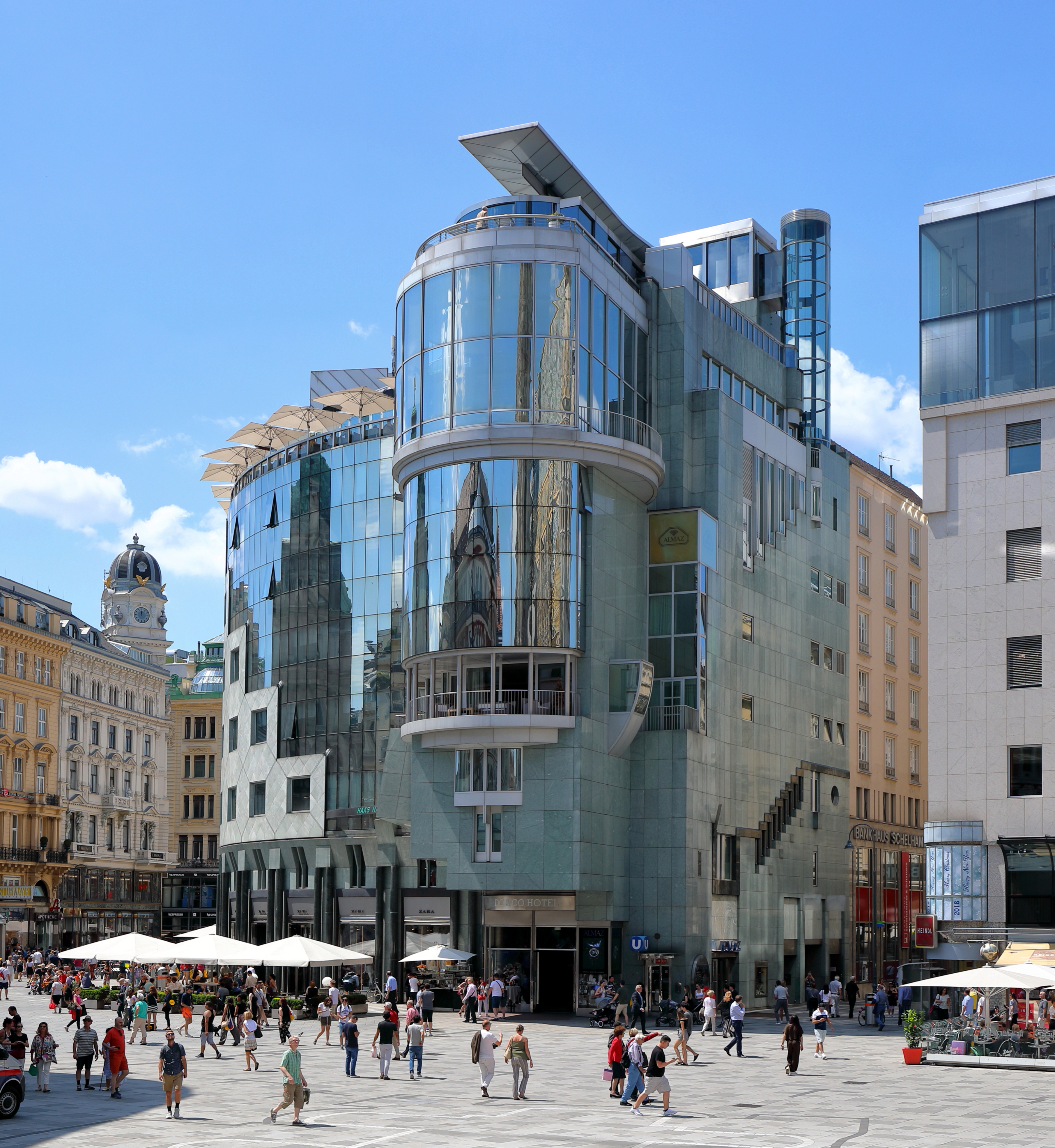
ورودی هاز هاوس

هاز هاوس ساختمانی پست مدرن در منطقه یک شهر وین است، اهمیت اصلی این ساختمان معماری در نوع خود خاص آن است که ۳ دوره زمانی(۳ دوره معماری) را در خود جای داده است، به ترتیب از چپ ساختمان به سبک معماری دوران میانی، مدرن و پست مدرن ساخته شده‌است که در مجموع ساختمانی پست‌مدرن محسوب می‌شود. فرش فروشی فیلیپ هاز و پسران، مکانی با شکوه با نمایی آهنین بود که مابین سال‌های ۱۸۶۶ و ۱۸۶۷ با طرحی(معماری ای) تاریخی ساخته شد و اولین صنف بزرگ در وین بود، معماران(آرشیتکت‌های) آن آگوست زیکارد زیکارسبورگ و ادوارد فن در نول بودند. این ساختمان بعد از جنگ جهانی دوم بین سال‌های ۱۹۵۱ تا ۱۹۵۳ بازسازی شد و بالاخره طرح ساختمان امروزی از سال ۱۹۸۵ آغاز گشت معماران این ساختما کارل اپل و ماکس فلرر هستند و این ساختمان در روز ۱۹ سپتامبر ۱۹۹۰ افتتاح شد.